# Халук Левент
Халук Левент (роден Haluk Acil на 26 ноември 1968 г., Адана) е турски рок певец и филантроп.

## Биография
Той е роден на 26 ноември 1968 г. в Yamaçlı квартал в Yüreğir район на Адана. Халук Левент, осмият от девет братя и сестри, заявява, че семейството му е „нусайри“, но не е арабско.Посещава основно училище в основното училище Sabancı. Завършва гимназия в „Адана Ататюрк“. След това за кратко работи като студент в Техническия университет в Карадениз по горско инженерство, „Професионалната гимназия по компютърно програмиране“ на Университета в Анкара, Катедрата по физика на Близкоизточен технически университет и счетоводството на университета в Анкара. Печели приемните изпити в университета, но не успява постоянно да напредва в образованието си. В случая важна роля изиграват и финансовите затруднения на семейството му.Халук Левент, който се занимава с търговия през тези години на изпити, напуска Адана като неуспешен бизнесмен и се отдава на пътищата. Фактът, че първият му албум се казваше „On the Road“ също е причината за преживяванията през тези дни. Той обикаля много градове и пее. Понякога се опитва да събере пари за болно момиче, скитайки по улиците и пеейки. Някои от тези усилия са успешни.
Той идва в Истанбул през 1992 г. Работил е в различни барове в Ортакьой. Там той се срещна с Йълдърай Гюрген. Работата по албума, която той започва през 1990 г., дава плод след три изтощителни и обезсърчителни години. През юли 1993 г. издава албума си „Yollarda“.Този албум е и едно от първите произведения от втория период на възход след 70-те, когато се появява анадолската рок музика. През същата година Mongols издават нов албум след 20 години. Неочаквано той достигна цифра за продажби от приблизително двеста хиляди по пътищата. Това беше като първият знак, че отварянето на нова алея на турския музикален пазар ще привлече милиони.
След първия албум „One Night Time“ през октомври 1995 г. достига цифра за продажби от близо един милион. Отново в края на 1996 г. излиза албумът „Friends“. С този албум изпълнителят създава един от най-успешните музикални образци на анадолската рок музика. Изпълнителят казва за албума си „С този албум хванах световните стандарти“.
Халук е лишен от свобода през август 1997 г. Той е в затвора за 9 месеца заради търговско дело, от което не може да се отърве около десет години. Докато е в затвора, дългата му коса „Гулнар'а“, за която се смята, че е направена от проекта за атомна електроцентрала, е изпратена на протеста. Той издава албума „Mektup“ със записите, които е създал преди да влезе в затвора. „Mektup“ (писмо) е написан отвътре навън и стотици хиляди хора четат това „Писмо“ отвън. Той не остана бездействащ вътре, той написа първата си книга, наречена „Котешки мост“.
След излизането си от затвора той има много малко време да подготви новия си албум. Защото го чакаха 18 месеца военна служба. При тези условия през септември 1998 г. издава албума „Yer Separately“ и се записва в армията. Докато е в армията, той изнася концерти на места в Турция, на които никога досега не е ходил. Изнася концерти в цяла Източна и Югоизточна Анадола. След земетресението 1999, той лично е работил за създаване на палатки в палаткови градове, установени в Измит. Изнася концерти в полза на пострадалите от земетресението. Докато е в армията, той прекарва всичките си почивни дни в студиото. В началото на 2000 г. той стартира албума „www.leyla.com.“Той говори за дигитализацията на емоциите във все по-дигиталния свят и има предвид катастрофата в Сусурлук с песента „Kamyoncunun Türküsü“.
Освен това той работи с качествени музиканти като Сердар Юзтоп и Акин Елдес, повишавайки нивото на албумите им. След военната си служба той издава албумите „Kral Nude“ през февруари 2001 г., „A Man's Diary“ през октомври 2002 г., „Aç Window“ през септември 2004 г. и „Annemin Türküleri“ през април 2005 г. Тогава публикува и второто си есе, „Dreams of Moritos“. Артистът, който навлиза в петнадесетата година (2005) от своя артистичен живот, изнася около десет хиляди концерта в страната и чужбина през последните петнадесет години. Ако приемем, че в 15 години има приблизително пет хиляди дни, от това можем да заключим, че Халук Левент е изнасял приблизително по два концерта всеки ден през тези 15 години и е изнасял концерт за 11 часа в един ден. Халук Левент, който е един от артистите, изнесли най-много концерти в Турция, не получи никакви пари от много важна част от тези концерти и дари приходите от концерта на нуждаещите се пациенти. Ето защо му се приписва определението „полезен рокер“.
В същото време изпълнителят, който се откроява с чувствителността си към проблемите на околната среда, включва песни по пътя за насаждане на екологична осведоменост в почти всеки албум. Той завежда дела срещу проекти, за които се смята, че са вредни за околната среда в различни региони на Турция и се включва в съдебни дела. Той протестира, за да предотврати изчезването на костенурките Caretta Caretta в квартал Казанли в Мерсин.
Петнадесет албума, десет хиляди концерта, две книги, стотици награди, благотворителни концерти, два концерта за записи (дванадесет часа) и десетки съдебни дела за околната среда се вписват в неговия артистичен живот. През последните месеци на 2010 г. той издава албума си, наречен „Hacivat Karagöz“. Албума чупи рекордите по гледаемост във виртуалния свят, но този процент не е забелязан в продажбите на касети и CD. Той издава албума си „Dostane“ през февруари 2014 г. През 2019 г. издава албума си „To Me For You“. Издава албума „Vasiyet“ през 2021 г. В този албум Халук Левент изпява любимите песни на майка си, Сабрие Ацил, която почива през 2019 г.

## Асоципция „Ahbap Derneği“
Асоциацията на име „Ahbap Derneği“ (приятелска асоциация), която Халук Левент стартира през 2017 г. се превръща в сдружение, което организира стипендии, доставки на медицински изделия и лекарства за студенти, различни помощни средства, събития, даряване на кръв и стволови клетки, кампании и образователни дейности. Освен това тя се определя като движение за сътрудничество, което търси устойчиви решения на всички видове проблеми в обществото.

## Дискография

### Соло албуми
- Yollarda / Bu Ateş Sönmez – 1993
- Bir Gece Vakti – 1995
- Arkadaş – 1996
- Mektup – 1997
- Yine Ayrılık – 1998
- www.leyla.com – 2000
- Kral Çıplak – 2001
- Bir Erkeğin Günlüğü – 2002
- Özel Canlı İstanbul Konsri – 2003
- Türkiye Turnesi – 2003
- Aç Pencereni – 2004
- Annemin Türküleri – 2005
- Akşam Üstü – 2006
- Karagöz ve Hacivat – 2010
- Trilogy – 2010
- Dostane – 2014
- Best of Konserler – 2015
- Tam Bana Göre – 2019
- Vasiyet – 2021

### Компилации
- Yaz Şarkıları – 2006
- Pop 2006 – 2006

## Семейство
Халук Левент има дъщеря на име Ела.